# 以色列科技暨維修隊
以色列科技暨維修隊（希伯來語：‎）是以色列國防軍GOC 陆军总部下轄的一支战斗支援部队。以色列科技暨維修隊负责战争期間的作战保障物资和其他系统的开发和维护工作。

## 历史
1941年，哈加拿军械部（希伯來語：מחלקת החימוש‬）成立，負責軍需的采购和运输。 
1948年1月，军械部改名为军械处（希伯來語：שירות החימוש‬）。 1948 年阿以战争1948年阿拉伯-以色列戰爭期间，军械处成立了一个“基础车间”，並在該車間修复和改进车辆。 
第二次中东战争結束後，以色列方面成立了一個军械营。
2016年，军械兵团（希伯來語：חיל החימוש‬）更名為科技暨維修隊。